# Waldi Heidepriem
Ewald „Waldi“ Heidepriem (* 26. Dezember 1929; † 17. Oktober 1998 in Freiburg im Breisgau) war ein deutscher Jazzpianist und Waagenbaumeister.
Heidepriem war in den späten 1950er Jahren Gründer und Pianist der Modern Jazz Group Freiburg. Auch begleitete er mit seinem Trio Musiker wie Barney Wilen. Trotz einer schweren Verletzung der rechten Hand und einer bleibenden Behinderung eignete er sich eine beachtliche Spieltechnik an und galt als einer der führenden Pianisten des Modern Jazz in Süddeutschland. Hans Georg Brunner-Schwer stellte ihn auf seinem frühen Piano-Album Piano x 4 als einen von vier Pianisten vor. Heidepriem knüpft enge Kontakte zur Basler Jazzszene und spielte in den frühen 1960er Jahren öfter in der Schweiz.
Heidepriem, dessen Söhne Thomas und Lucas ebenfalls Jazzmusiker wurden, bildete seit Mitte der 1980er Jahre das Rückgrat des Jazzhaus Freiburg. Nach ihm ist der Freiburger Jazzpreis benannt.

## Diskographische Hinweise
- Barney Wilen Quartet: Newport ‘59 (Sound Hills 2014, nur auf einem Titel)
- Piano x 4 (1963, SABA; mit Hans Kennel, Gustl Mayer, Karl Theodor Geier, Peter Baumeister)
- Improvisationen Piano solo: Waldi Heidepriem plays Gershwin (1997, O-Ton)
- Modern Jazz Group Freiburg European Jazz Sounds (2016, Be Jazz, mit Raymond Court, Karl Theodor Geier, Eberhard Stengel)

## Lexigraphische Einträge
- Bruno Spoerri: Biografisches Lexikon des Schweizer Jazz CD-Beilage zu: B. Spoerri (Hrsg.): Jazz in der Schweiz. Geschichte und Geschichten. Chronos-Verlag, Zürich 2005, ISBN 3-0340-0739-6